# Municipio de Sarandí Grande
El municipio de Sarandí Grande es uno de los municipios del departamento de Florida, Uruguay. Tiene su sede en la ciudad homónima.

## Ubicación
El municipio se encuentra situado en la zona noroeste del departamento de Florida.

## Características
El municipio de Sarandí Grande fue creado por Ley Nº 18653 del 15 de marzo de 2010, y forma parte del departamento de Florida. Comprende el distrito electoral QCA de ese departamento. Sus límites quedaron determinados a través del Decreto Nº 03/10 del 12 de febrero de 2010, de la Junta Departamental de Florida.

## Concejo Municipal
La autoridad del municipio es el Concejo Municipal, compuesto por el Alcalde y cuatro Concejales.
| Nº | Alcalde                 | Partido             | Inicio del mandato     | Fin del mandato         | Observaciones                                                                        | Concejales                                                 |
| -- | ----------------------- | ------------------- | ---------------------- | ----------------------- | ------------------------------------------------------------------------------------ | ---------------------------------------------------------- |
| 1  | Ana María Stopingi      | Partido Nacional PN | 9 de julio de 2010     | 10 de julio de 2015     | Alcaldesa elegida                                                                    | Darío Berrueta (PN)                                        |
| 1  | Ana María Stopingi      | Partido Nacional PN | 9 de julio de 2010     | 10 de julio de 2015     | Alcaldesa elegida                                                                    | Julio Ghirardi (PN)                                        |
| 1  | Ana María Stopingi      | Partido Nacional PN | 9 de julio de 2010     | 10 de julio de 2015     | Alcaldesa elegida                                                                    | Arturo Echeverría (PN)                                     |
| 1  | Ana María Stopingi      | Partido Nacional PN | 9 de julio de 2010     | 10 de julio de 2015     | Alcaldesa elegida                                                                    | Fabriciano Bermúdez (FA)                                   |
| 2  | Cayetano Stopingi Prado | Partido Nacional    | 11 de julio de 2015    | 10 de febrero de 2020   | Deja su cargo con anterioridad al final del mandato para postularse a la reelección. | Ricardo Fernández (PN) Laura Giordano (PN)                 |
| 2  | Cayetano Stopingi Prado | Partido Nacional    | 11 de julio de 2015    | 10 de febrero de 2020   | Deja su cargo con anterioridad al final del mandato para postularse a la reelección. | Omar González (PN)                                         |
| 2  | Cayetano Stopingi Prado | Partido Nacional    | 11 de julio de 2015    | 10 de febrero de 2020   | Deja su cargo con anterioridad al final del mandato para postularse a la reelección. | Robinson Areosa (PN) Ivana Porcal (PN)                     |
| 2  | Roger Moran             | Partido Nacional    | 10 de febrero de 2020  | 30 de noviembre de 2020 | Deja su cargo con anterioridad al final del mandato para postularse a la reelección. | Emilia Panizo (FA) Hugo Caetano (FA) Federico Caetano (FA) |
| 3  | Cayetano Stopingi Prado | Partido Nacional    | 1 de diciembre de 2020 | 10 de julio de 2025     | Alcalde reelegido                                                                    | Maximiliano Ripoll (PN)                                    |
| 3  | Cayetano Stopingi Prado | Partido Nacional    | 1 de diciembre de 2020 | 10 de julio de 2025     | Alcalde reelegido                                                                    | Francisco Acerenza (PN)                                    |
| 3  | Cayetano Stopingi Prado | Partido Nacional    | 1 de diciembre de 2020 | 10 de julio de 2025     | Alcalde reelegido                                                                    | Ivana Porcal (PN)                                          |
| 3  | Cayetano Stopingi Prado | Partido Nacional    | 1 de diciembre de 2020 | 10 de julio de 2025     | Alcalde reelegido                                                                    | Daniela Rodríguez (FA) Federico Caetano (FA)               |
| 4  | Maximiliano Ripoll      | Partido Nacional    | 11 de julio de 2025    | 11 de julio de 2030     | Alcalde elegido                                                                      | Sandra del Castillo (PN)                                   |
| 4  | Maximiliano Ripoll      | Partido Nacional    | 11 de julio de 2025    | 11 de julio de 2030     | Alcalde elegido                                                                      | Javier Celayeta (PN)                                       |
| 4  | Maximiliano Ripoll      | Partido Nacional    | 11 de julio de 2025    | 11 de julio de 2030     | Alcalde elegido                                                                      | Ivana Porcal (PN)                                          |
| 4  | Maximiliano Ripoll      | Partido Nacional    | 11 de julio de 2025    | 11 de julio de 2030     | Alcalde elegido                                                                      | Federico Caetano (FA)                                      |